# U-MORE!
『U-MORE!』（ユーモア！）は、FMヨコハマで2017年4月7日から放送されている、ラジオ番組である。
当番組の前身となるBPM2022の金曜版、BPM2022〜U-MORE!〜（ビーピーエム・ツーオウツーツー ユーモア！）についても本項で記述する。

## 概要
前番組BPM2022〜U-MORE!〜の放送時間を拡大し、全面リニューアルする形でスタート。企画から制作まで鈴木裕介が自ら行うワンマンDJのマルチLIVEパフォーマンス・プログラム。『U-MORE!』は『もっとアナタ（ユー）に、もっと（ユー）スケを』という意味である。
前番組同様、洋楽を中心に放送され、DJ MIXのコーナーなどがあるが、新たに20時台に週替わりDJのコーナーが設けられた。更に、FMヨコハマの番組としては初めてとなるLINEアカウントも開設され、リスナーの写真投稿やボイス投稿も可能となっている。

## 放送時間
- 2017年4月-2019年1月、2020年6月-

金曜 19:00-22:00
- 2019年2月-2020年5月

金曜 19:00-21:45

## パーソナリティ

### メインパーソナリティ
- 鈴木裕介 (2017年4月7日 - )

### 20時台
- 鈴木まひる (2017年4月14日 - )
- 石川比呂哉 (2017年4月21日 - )

### ニュースアナウンサー
- 後藤麻希子 (2021年7月9日 - )
- 矢田部ゆか (現在産休中)

## コーナー
- 19：21 - RADIO SHOPPING
- 19：43 - ミュージックエンターテイメント
- 19：50 - Non-Stop Power Mix
- 20：00 - 週替わりDJコーナー
  - (第2) スズッキーズ (鈴木まひる担当)
  - (第3) Soul Bar 847 (石川比呂哉担当)
- 20:30 - 神奈川スバル presents Night Drive Request

夜のドライブで聴きたいリクエスト曲と
エピソードを募集し、採用された方には
オリジナルステッカーがプレゼントされる。
- 21:00 - Billboart Live YOKOHAMA～Timeless Music～

クラブレストラン「ビルボードライブ横浜」の
みどころ、最新情報を届ける。
- 21：41 - SPORTS LINE

## 前身番組

### BPM2022〜U-MORE!〜
2016年4月1日より、同日より開始された金曜日プログラムの特別化「Fヨコ FRIDAY EDITION」に合わせ、BPM2022の金曜版としてワンマンDJスタイルで放送が開始された。他の金曜日の番組とは異なり、開始当初からメッセージ用のメールアドレスや番組ブログは平日版と区別されていた。平日版の終了と同時にリニューアルされ、『BPM2022』の名前を取り『U-MORE!』へ改題された。

#### 出演者、スタッフ
- パーソナリティ

鈴木裕介
- スタッフ

大魔王
エコミチ君
- その他

YO!ちゃん - 『U-MORE!』を盛り上げる謎のキャラクター。

#### コーナー
- 20:30

Yusuke Night Fever
DJ裕介によるDJ MIXタイム。
- 20:40

Rock, Scissors,Paper
エアじゃんけんのコーナー。何を出したかを当てるクイズ。
- 20:50

FM YOKOHAMA NEWS
- 21:30

Luxury Islands
世界のトップビーチなどの環境音とメロウサウンドをMIX。
- 21:40

SPORTS LINE
- 21:45

Rock, Scissors,Paper 答え合わせ
正解者（じゃんけんに勝利したリスナー）の中から抽選で番組ステッカーがプレゼントされる。